# Tribute to the Troops
Il Tribute to the Troops (in italiano Tributo alle Truppe) è stato un evento di wrestling professionistico organizzato annualmente dalla World Wrestling Entertainment tra il 2003 e il 2023.
Come indica il nome stesso, l'evento veniva organizzato in onore delle truppe americane impegnate al fronte.

## Storia
L'idea di organizzare il Tribute to the Troops fu concepita dal lottatore John "Bradshaw" Layfield per celebrare il lavoro svolto dalle truppe americane in Afghanistan ed Iraq; il primo evento, in realtà, fu una puntata speciale di SmackDown! svoltasi il giorno di Natale del 2003 a Baghdad (Iraq).

## Risultati

### 2003
Il Tribute to the Troops del 2003 si è svolto il 25 dicembre 2003 a Baghdad (Iraq).
| # | Incontri                                                               | Stipulazione   |
| - | ---------------------------------------------------------------------- | -------------- |
| 1 | L'Acolytes Protection Agency ha sconfitto il World's Greatest Tag Team | Tag team match |
| 2 | Rikishi ha sconfitto Rhyno                                             | Single match   |
| 3 | Eddie Guerrero ha sconfitto Chris Benoit                               | Single match   |
| 4 | John Cena ha sconfitto Big Show                                        | Single match   |

### 2004
Il Tribute to the Troops del 2004 si è svolto il 23 dicembre 2004 a Tikrit (Iraq).
| # | Incontri                                                                 | Stipulazione   |
| - | ------------------------------------------------------------------------ | -------------- |
| 1 | Booker T ha sconfitto René Duprée                                        | Single match   |
| 2 | The Undertaker ha sconfitto Jon Heidenreich per count-out                | Single match   |
| 3 | Hardcore Holly ha sconfitto Kenzo Suzuki                                 | Single match   |
| 4 | Eddie Guerrero e Rey Mysterio hanno sconfitto Kurt Angle e Luther Reigns | Tag team match |

### 2005
Il Tribute to the Troops del 2005 si è svolto il 19 dicembre 2005 a Bagram (Afghanistan).
| # | Incontri                                                                         | Stipulazione                                          |
| - | -------------------------------------------------------------------------------- | ----------------------------------------------------- |
| 1 | Big Show ha sconfitto Carlito                                                    | Single match                                          |
| 2 | Good Santa ha sconfitto Bad Santa                                                | No holds barred match                                 |
| 3 | Gene Snitsky ha sconfitto Shelton Benjamin                                       | Single match                                          |
| 4 | John Cena ha sconfitto Chris Masters                                             | Single match                                          |
| 5 | Ric Flair (c) ha sconfitto Jonathan Coachman per sottomissione                   | Single match per il WWE Intercontinental Championship |
| 6 | Candice Michelle e Maria Kanellis hanno sconfitto Ashley Massaro e Trish Stratus | Tag team match                                        |
| 7 | Shawn Michaels ha sconfitto Triple H                                             | Boot camp match                                       |

### 2006
Il Tribute to the Troops del 2006 si è svolto il 25 dicembre 2006 a Baghdad (Iraq).
| # | Incontri                                  | Stipulazione |
| - | ----------------------------------------- | ------------ |
| 1 | John Cena ha sconfitto Edge               | Single match |
| 2 | CM Punk ha sconfitto Shelton Benjamin     | Single match |
| 3 | The Undertaker ha sconfitto Johnny Nitro  | Single match |
| 4 | Bobby Lashley ha sconfitto Hardcore Holly | Single match |
| 5 | Umaga ha sconfitto Jeff Hardy             | Single match |
| 6 | Carlito ha sconfitto Randy Orton          | Single match |

### 2007
Il Tribute to the Troops del 2007 si è svolto il 24 dicembre 2007 a Tikrit (Iraq).
| # | Incontri                                                                        | Stipulazione   |
| - | ------------------------------------------------------------------------------- | -------------- |
| 1 | Chris Jericho ha sconfitto Randy Orton per squalifica                           | Single match   |
| 2 | Jeff Hardy ha sconfitto Carlito                                                 | Single match   |
| 3 | Kelly Kelly e Layla vs. Maria Kanellis e Mickie James è terminato in no-contest | Tag team match |
| 4 | Rey Mysterio ha sconfitto Mark Henry                                            | Single match   |
| 5 | Shawn Michaels e Triple H hanno sconfitto Mr. Kennedy e Umaga                   | Tag team match |

### 2008
Il Tribute to the Troops del 2008 si è svolto il 20 dicembre 2008 a Baghdad (Iraq).
| # | Incontri                                                                                        | Stipulazione           |
| - | ----------------------------------------------------------------------------------------------- | ---------------------- |
| 1 | CM Punk, Jeff Hardy e R-Truth hanno sconfitto John "Bradshaw" Layfield, John Morrison e The Miz | Six-man tag team match |
| 2 | Batista, John Cena e Rey Mysterio hanno sconfitto Big Show, Chris Jericho e Randy Orton         | Six-man tag team match |

### 2009
Il Tribute to the Troops del 2009 si è svolto il 19 dicembre 2009 a Balad (Iraq).
| # | Incontri                                                    | Stipulazione                         |
| - | ----------------------------------------------------------- | ------------------------------------ |
| 1 | Mark Henry e Rey Mysterio hanno sconfitto Carlito e CM Punk | Tag team match                       |
| 2 | The Miz ha sconfitto John Morrison                          | Single match                         |
| 3 | John Cena (c) ha sconfitto Chris Jericho                    | Single match per il WWE Championship |

### 2010
Il Tribute to the Troops del 2010 è stato registrato l'11 dicembre 2010 a Fort Hood (Texas) ed è andato in onda il 22 dicembre 2010 sull'emittente USA Network.
Questa edizione del Tribute to the Troops è stata la prima a non svolgersi in Medio Oriente.
| # | Incontri                                                                                          | Stipulazione               |
| - | ------------------------------------------------------------------------------------------------- | -------------------------- |
| 1 | Mark Henry ha vinto eliminando per ultimo Sheamus                                                 | Fifteen-man battle royal   |
| 2 | Big Show e Kofi Kingston hanno sconfitto Dolph Ziggler e Jack Swagger                             | Tag team match             |
| 3 | R-Truth (con Eve Torres) ha sconfitto Ted DiBiase Jr. (con Maryse)                                | Single match               |
| 4 | Le Bella Twins, Kelly Kelly e Natalya hanno sconfitto Alicia Fox, Layla, Melina e Michelle McCool | Eight-woman tag team match |
| 5 | Kane vs. Will Grimsley è terminato in no-contest                                                  | Arm wrestling contest      |
| 6 | John Cena, Randy Orton e Rey Mysterio hanno sconfitto Alberto Del Rio, The Miz e Wade Barrett     | Six-man tag team match     |

### 2011
Il Tribute to the Troops del 2011 è stato registrato il 13 dicembre 2011 a Fort Bragg (North Carolina) ed è andato in onda il 17 dicembre 2011 sull'emittente NBC.
Questa edizione del Tribute to the Troops è stata la prima a svolgersi all'interno di un'arena indoor.
| # | Incontri                                                                                               | Stipulazione               |
| - | --- | -------------------------- |
| 1 | Randy Orton vs. Wade Barrett è terminato in no-contest                                                 | Single match               |
| 2 | Zack Ryder (con Sgt. Slaughter) ha sconfitto Jack Swagger (con Dolph Ziggler)                          | Single match               |
| 3 | Alicia Fox, Eve Torres, Kelly Kelly e Maria Menounos hanno sconfitto le Bella Twins e le Divas of Doom | Eight-woman tag team match |
| 4 | Daniel Bryan ha sconfitto Cody Rhodes                                                                  | Single match               |
| 5 | I Colóns (con Rosa Mendes) hanno sconfitto Evan Bourne e Kofi Kingston                                 | Tag team match             |
| 6 | Sheamus ha sconfitto Drew McIntyre                                                                     | Single match               |
| 7 | Big Show, CM Punk e John Cena hanno sconfitto Alberto Del Rio, Mark Henry e The Miz                    | Six-man tag team match     |

### 2012
Il Tribute to the Troops del 2012 è stato registrato il 9 dicembre 2012 a Norfolk (Virginia) ed è andato in onda il 19 dicembre 2012 sull'emittente USA Network.
| # | Incontri                                                                   | Stipulazione           |
| - | -------------------------------------------------------------------------- | ---------------------- |
| 1 | Randy Orton e Sheamus hanno sconfitto Big Show e Dolph Ziggler             | Tag team match         |
| 2 | Ryback ha sconfitto Alberto Del Rio (con Ricardo Rodríguez) per squalifica | Single match           |
| 3 | The Miz ha sconfitto Damien Sandow                                         | Single match           |
| 4 | R-Truth e il Team Hell-No hanno sconfitto la 3MB                           | Six-man tag team match |
| 5 | John Cena ha sconfitto Cesaro                                              | Single match           |

### 2013
Il Tribute to the Troops del 2013 è stato registrato l'11 dicembre 2013 a Washington ed è andato in onda il 28 dicembre 2013 sull'emittente NBC.
| # | Incontri                                                                                         | Stipulazione           |
| - | ------------------------------------------------------------------------------------------------ | ---------------------- |
| 1 | Daniel Bryan ha sconfitto Bray Wyatt per squalifica                                              | Single match           |
| 2 | CM Punk e Daniel Bryan hanno sconfitto Erick Rowan e Luke Harper (con Bray Wyatt) per squalifica | Tag team match         |
| 3 | CM Punk, Daniel Bryan e John Cena hanno sconfitto la Wyatt Family                                | Six-man tag team match |
| 4 | R-Truth ha sconfitto Fandango (con Summer Rae)                                                   | Single match           |
| 5 | Big Show ha sconfitto Damien Sandow                                                              | Single match           |

### 2014
Il Tribute to the Troops del 2014 è stato registrato il 9 dicembre 2014 a Columbus (Georgia) ed è andato in onda il 17 dicembre 2014 sull'emittente USA Network.
| # | Incontri                                                                                                  | Stipulazione             |
| - | --- | ------------------------ |
| 1 | Gli Usos hanno sconfitto Goldust e Stardust                                                               | Tag team match           |
| 2 | Naomi ha vinto eliminando per ultima Natalya                                                              | Ten-woman battle royal   |
| 3 | Dean Ambrose ha sconfitto Bray Wyatt                                                                      | Boot camp match          |
| 4 | Dolph Ziggler, Erick Rowan, John Cena e Ryback hanno sconfitto Big Show, Kane, Luke Harper e Seth Rollins | Eight-man tag team match |

### 2015
Il Tribute to the Troops del 2015 è stato registrato l'8 dicembre 2015 a Jacksonville (Florida) ed è andato in onda il 23 dicembre 2015 sull'emittente USA Network.
| # | Incontri | Stipulazione               |
| - | --- | -------------------------- |
| 1 | Jack Swagger ha sconfitto Rusev (con Lana) per sottomissione                                                              | Boot camp match            |
| 2 | Mark Henry ha sconfitto Bo Dallas                                                                                         | Single match               |
| 3 | Ryback ha sconfitto Kevin Owens per count-out                                                                             | Single match               |
| 4 | Team BAD e Paige hanno sconfitto Alicia Fox, Becky Lynch, Brie Bella e Charlotte Flair                                    | Eight-woman tag team match |
| 5 | I Dudley Boyz, Dean Ambrose, Kane, Roman Reigns, Ryback e gli Usos hanno sconfitto la League of Nations e la Wyatt Family | Sixteen-man tag team match |

### 2016
Il Tribute to the Troops del 2016 è stato registrato il 13 dicembre 2016 a Washington ed è andato in onda il 14 dicembre 2016 sull'emittente USA Network.
| # | Incontri                                                                                       | Stipulazione                  |
| - | ---------------------------------------------------------------------------------------------- | ----------------------------- |
| 1 | Il Bar ha sconfitto Goldust e R-Truth, i Good Brothers e le Shining Stars                      | Fatal four-way tag team match |
| 2 | Apollo Crews (con Gabriel Iglesias) ha sconfitto The Miz (con Maryse)                          | Single match                  |
| 3 | La Wyatt Family ha sconfitto gli American Alpha e Dolph Ziggler                                | Six-man tag team match        |
| 4 | Bayley ha sconfitto Dana Brooke (con Charlotte Flair)                                          | Single match                  |
| 5 | Jack Gallagher, Rich Swann e TJ Perkins hanno sconfitto Brian Kendrick, Drew Gulak e Tony Nese | Six-man tag team match        |
| 6 | Big Cass e Roman Reigns hanno sconfitto Kevin Owens e Rusev                                    | Tag team match                |

### 2017
Il Tribute to the Troops del 2017 è stato registrato il 5 dicembre 2017 a San Diego (California) ed è andato in onda il 14 dicembre 2017 sull'emittente USA Network.
| # | Incontri                                                                                         | Stipulazione             |
| - | ------------------------------------------------------------------------------------------------ | ------------------------ |
| 1 | Lo Shield ha sconfitto il Bar e Samoa Joe                                                        | Six-man tag team match   |
| 2 | Charlotte Flair ha sconfitto Carmella e Ruby Riott                                               | Triple threat match      |
| 3 | L'Absolution ha sconfitto Bayley, Mickie James e Sasha Banks                                     | Six-woman tag team match |
| 4 | Il New Day e gli Usos hanno sconfitto Aiden English, Chad Gable, Rusev e Shelton Benjamin        | Eight-man tag team match |
| 5 | AJ Styles, Randy Orton e Shinsuke Nakamura hanno sconfitto Jinder Mahal, Kevin Owens e Sami Zayn | Six-man tag team match   |

### 2018
Il Tribute to the Troops del 2018 è stato registrato il 4 dicembre 2018 a Fort Hood (Texas) ed è andato in onda il 20 dicembre 2018 sull'emittente USA Network.
| # | Incontri                                                                        | Stipulazione                 |
| - | ------------------------------------------------------------------------------- | ---------------------------- |
| 1 | Natalya e Ronda Rousey hanno sconfitto Nia Jax e Tamina e la Riott Squad        | Triple threat tag team match |
| 2 | Elias e Finn Bálor hanno sconfitto Bobby Lashley e Drew McIntyre (con Lio Rush) | Tag team match               |
| 3 | Becky Lynch e Charlotte Flair hanno sconfitto Mandy Rose e Sonya Deville        | Tag team match               |
| 4 | AJ Styles e Seth Rollins hanno sconfitto Daniel Bryan e Dean Ambrose            | Tag team match               |

### 2019
Il Tribute to the Troops del 2019 si è svolto il 6 dicembre 2019 alla Marine Corps Air Station di Jacksonville (North Carolina).
| # | Incontri                                                                                  | Stipulazione           |
| - | ----------------------------------------------------------------------------------------- | ---------------------- |
| 1 | Humberto Carrillo e Kevin Owens hanno sconfitto Andrade e Drew McIntyre (con Zelina Vega) | Tag team match         |
| 2 | L'O.C. ha sconfitto Ricochet e i Viking Raiders                                           | Six-man tag team match |
| 3 | Le Kabuki Warriors hanno sconfitto Natalya e Sarah Logan                                  | Tag team match         |
| 4 | Gli Street Profits hanno sconfitto Curt Hawkins e Zack Ryder                              | Tag team match         |
| 5 | Seth Rollins ha sconfitto Erick Rowan                                                     | Boot camp match        |

### 2020
Il Tribute to the Troops del 2020 si è svolto il 6 dicembre 2020 all'Amway Center di Orlando (Florida).
Questa edizione del Tribute to the Troops è stata l'unica a svolgersi con la presenza del pubblico virtuale del Thunderdome a causa della pandemia di COVID-19. 
| # | Incontri | Stipulazione           |
| - | --- | ---------------------- |
| 1 | Daniel Bryan, Jeff Hardy, Rey Mysterio e gli Street Profits hanno sconfitto Dolph Ziggler, Elias, King Corbin, Robert Roode e Sami Zayn | Ten-man tag team match |
| 2 | Bianca Belair e Sasha Banks hanno sconfitto Bayley e Natalya                                                                            | Tag team match         |
| 3 | Drew McIntyre ha sconfitto The Miz (con John Morrison)                                                                                  | Single match           |

### 2021
Il Tribute to the Troops del 2021 è stato registrato il 15 ottobre 2021 alla Toyota Arena di Ontario (California) ed è andato in onda il 14 novembre 2021 sull'emittente Fox Sports.
| # | Incontri                                                      | Stipulazione                         |
| - | ------------------------------------------------------------- | ------------------------------------ |
| 1 | Big E (c) ha sconfitto Dolph Ziggler (con Robert Roode)       | Single match per il WWE Championship |
| 2 | Bianca Belair ha sconfitto Liv Morgan                         | Single match                         |
| 3 | Roman Reigns (con Paul Heyman) ha sconfitto Shinsuke Nakamura | Single match                         |

### 2022
Il Tribute to the Troops del 2022 è stato registrato l'11 novembre 2022 alla Gainbridge Fieldhouse di Indianapolis (Indiana) ed è andato in onda il 17 dicembre 2022 sull'emittente Fox Sports.
| # | Incontri                                                     | Stipulazione           |
| - | ------------------------------------------------------------ | ---------------------- |
| 1 | Braun Strowman ha sconfitto LA Knight                        | Single match           |
| 2 | Ronda Rousey e Shayna Baszler hanno sconfitto Emma e Tamina  | Tag team match         |
| 3 | Drew McIntyre, Ricochet e Sheamus hanno sconfitto l'Imperium | Six-man tag team match |

### 2023
Il Tribute to the Troops del 2023 si è svolto l'8 dicembre 2023 all'Amica Mutual Pavilion di Providence (Rhode Island).
| # | Incontri                                                       | Stipulazione   |
| - | -------------------------------------------------------------- | -------------- |
| 1 | Santos Escobar ha sconfitto Dragon Lee                         | Single match   |
| 2 | Bobby Lashley ha sconfitto Karrion Kross (con Scarlett)        | Single match   |
| 3 | Asuka (con Dakota Kai) ha sconfitto Charlotte Flair            | Single match   |
| 4 | LA Knight e Randy Orton hanno sconfitto Jimmy Uso e Solo Sikoa | Tag team match |